# Asarum sieboldii
Asarum sieboldii Miq. – gatunek rośliny z rodziny kokornakowatych (Aristolochiaceae Juss.). Występuje naturalnie w Japonii, na Półwyspie Koreańskim oraz w północnych Chinach (w prowincji Liaoning).

## Morfologia

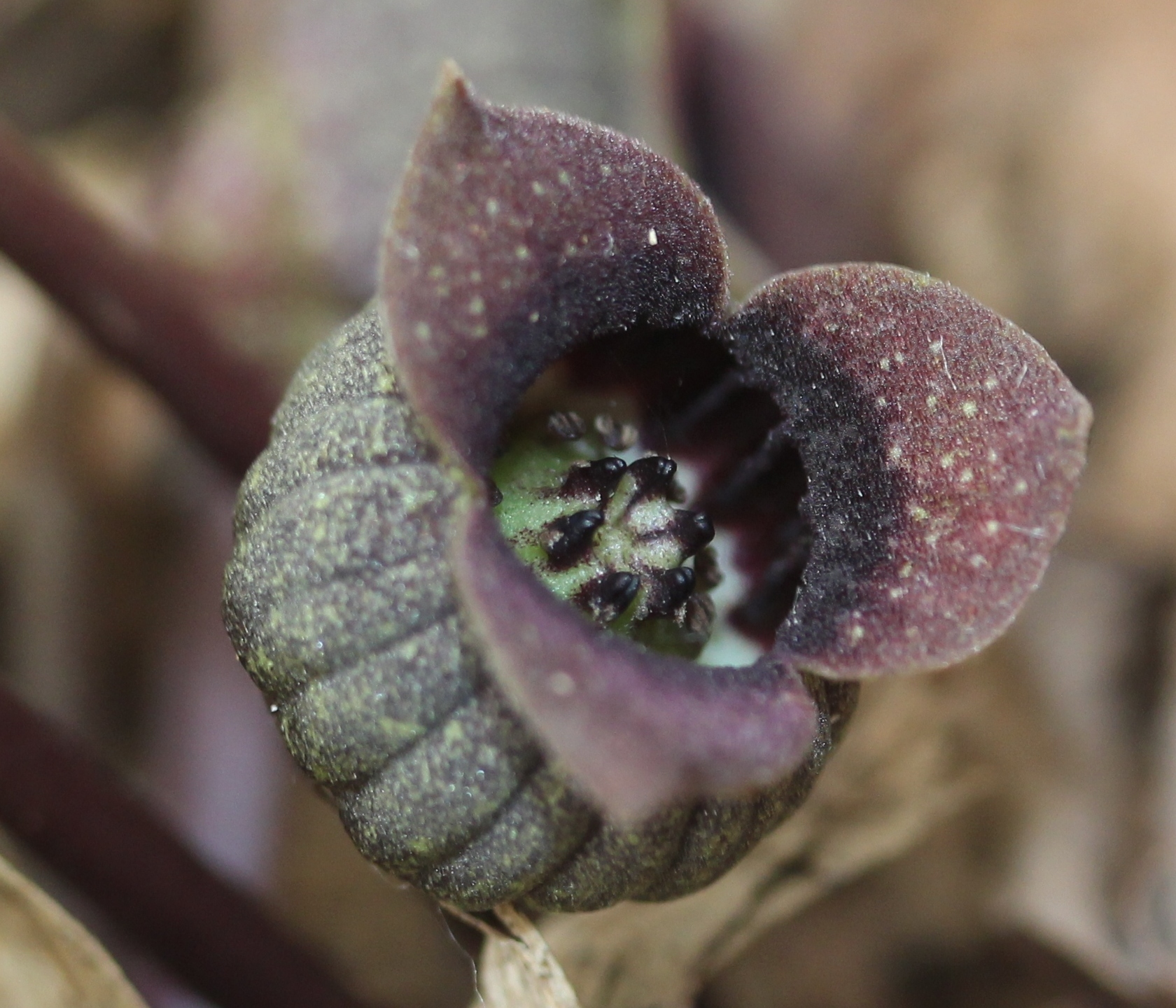
Kwiat gatunku

PokrójBylina tworząca pionowe i poziome kłącza. Międzywęźla mierzą 1–2 cm długości.
LiścieZebrane w pary, mają kształt od sercowatego do owalnie sercowatego. Mierzą 4–11 cm długości oraz 4,5–13,5 cm szerokości. Są cienkie, gładkie, zielone, od spodu mogą być gęsto owłosione lub jedynie z kępkami włosków przy głównych nerwach, górna powierzchnia jest słabo owłosiona. Blaszka liściowa jest o głęboko sercowatej nasadzie (boczne klapy mierzą 1,5–4 cm długości i 2–2,5 cm szerokości) i krótko spiczastym lub ostrym wierzchołku. Katafile mają nerkowato okrągły kształt i osiągają około 1,3 cm długości i 1,3 cm szerokości. Ogonek liściowy jest mniej lub bardziej owłosiony i dorasta do 8–18 cm długości.
KwiatySą promieniste, obupłciowe, pojedyncze. Okwiat ma kształt od dzwonkowatego do dzbankowatego i purpurowo czarniawą barwę, osiąga do 1–1,5 cm długości oraz 1–1,5 cm szerokości. Kielich ma rurkowato niemal okrągły kształt, dorasta do 6–8 cm długości oraz 1–1,5 cm szerokości. Działki kielicha są zrośnięte, od wewnętrznej strony są nagie, od zewnątrz są podłużnie prążkowane. Płatki są wyprostowane lub rozpostarte, mają trójkątnie jajowaty kształt i mierzą 0,7 cm długości oraz 1 cm szerokości. Pręcików jest 12, ich nitki są nieco dłuższe od pylników. Łączniki (connectivum) są krótko rozszerzone ponad pylnikami, mają szydłowaty kształt. Zalążnia jest górna z wolnymi, krótkimi słupkami, na których wierzchołku znajdują się dwa boczne znamiona.

## Biologia i ekologia
Rośnie w lasach oraz wilgotnych dolinach. Kwitnie od kwietnia do maja. Najlepiej rośnie w półcieniu, na dobrze przepuszczalnym podłożu. Występuje od 3 do 7 strefy mrozoodporności. Roślina często więdnie podczas susz lub gorących i suchych lat, jednak ponownie wypuszcza świeże liście wraz z nadejściem jesiennych deszczów.

## Zmienność
W obrębie tego gatunku wyróżniono dwie odmiany oraz jedną formę:
- Asarum sieboldii var. dimidiatum (F.Maek.) T.Sugaw.
- Asarum sieboldii f. misandrum (B.U.Oh & J.G.Kim) Y.N.Lee
- Asarum sieboldii var. versicolor Yamaki

## Zastosowanie
Roślina ma zastosowanie komercyjne jako roślina ozdobna do uprawy w ogrodach lub doniczkach.